# Артур Маріан Бош
Артур-Маріан Бош (*24 жовтня 1884 — †26 грудня 1953) — австрійський письменник, перекладач, педагог. Працював у Чернівцях, друкувався у в буковинських періодичних виданнях, календарях.
У 1914 у збірнику «Тарас Шевченко — найбільший поет України», виданому німецькою мовою у Відні, опублікував 9 перекладів творів Тараса Шевченка: «Заповіт», «Іван Підкова», «Лілея», «Якби ви знали, паничі», «Хустина», «У тієї Катерини» тощо. Деякі з перекладів Боша було передруковано у книжці німецькою мовою «Вибрані вірші» Шевченка, що вийшли у Києві 1939 року.